# 76,2mm divizní kanón vz. 42 (ZiS-3)

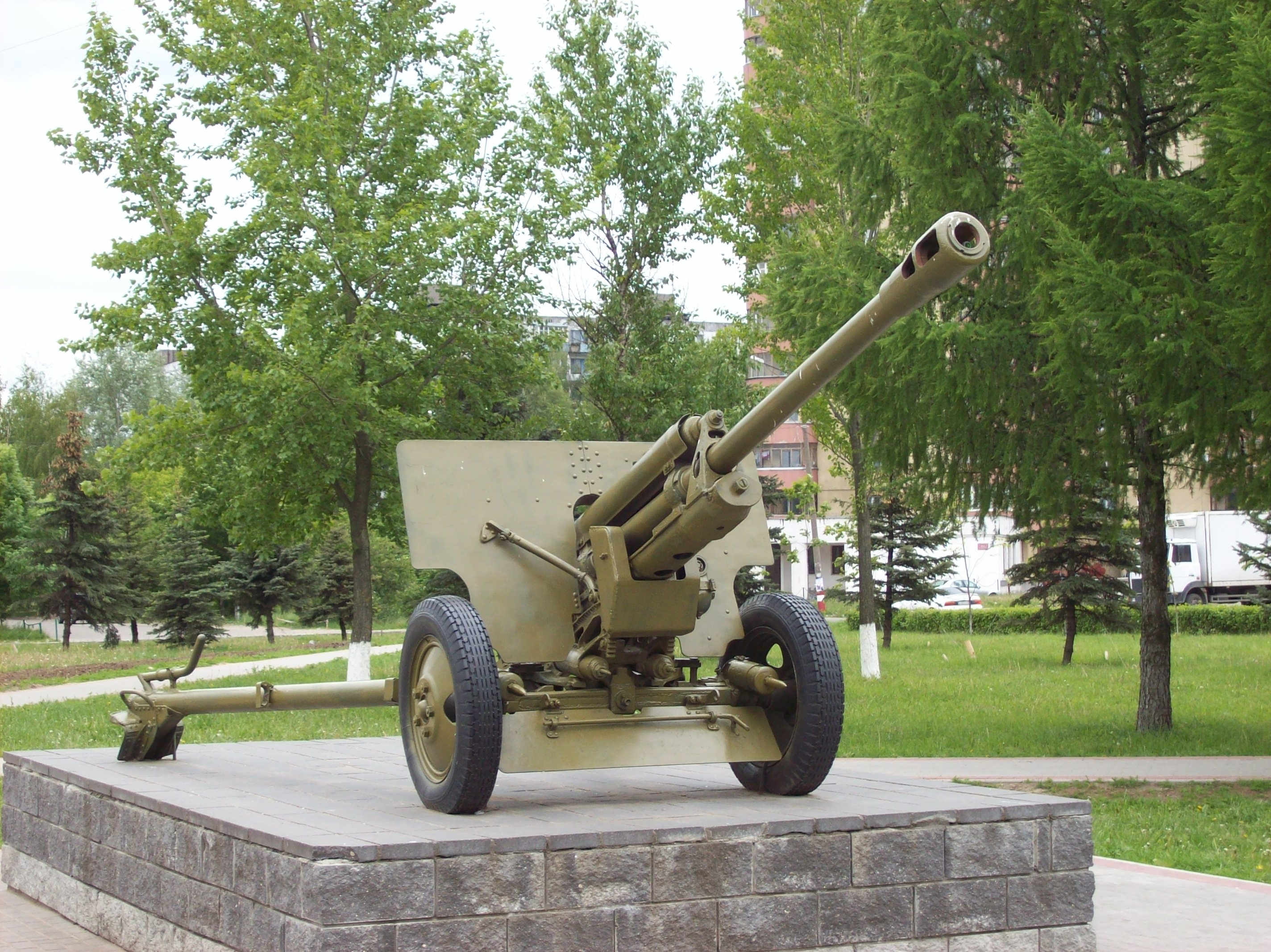
Kanón ZiS-3 v Nižním Novgorodě

76,2mm divizní kanón vz. 42 (ZiS-3) je víceúčelový kanón sovětské konstrukce ráže 76,2 mm, který bylo možné používat jako  protitankový kanón. Zbraň byla zkonstruována pod vedením V. G. Grabina. Vyráběn byl hlavně v dělostřelecké továrně č. 92 ve městě Gorkij (dnes Nižnij Novgorod). Zkratka ZiS znamená (Zavod imeni Stalina, Stalinovy závody). Kanón představoval nejrozšířenější sovětskou dělostřeleckou zbraň používanou během druhé světové války. Díky originální konstrukci, výrobním a technologickým kvalitám je zbraň považována za jednu z nejlepších dělostřeleckých zbraní druhé světové války. ZiS-3 zůstal ve výzbroji Sovětské armády i dlouho po válce a byl také vyvážen do několika zemí. V některých armádách je ve službě dodnes. Kromě běžného užití byly kanóny montovány na podvozky tanku T-70 a vzniklo tak samohybné dělo SU-76.

## Vývoj

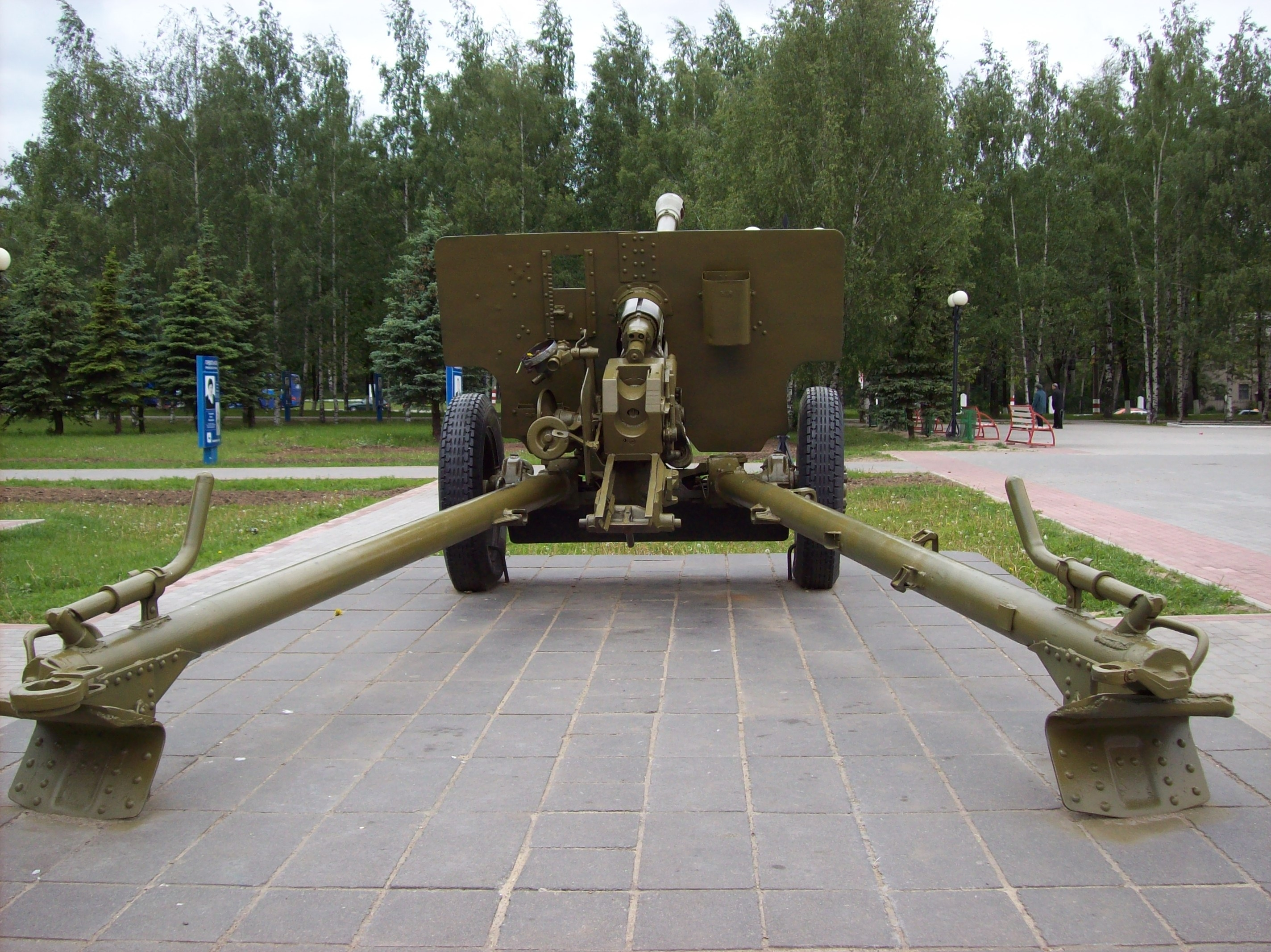
Pohled na lafetu a závěr.

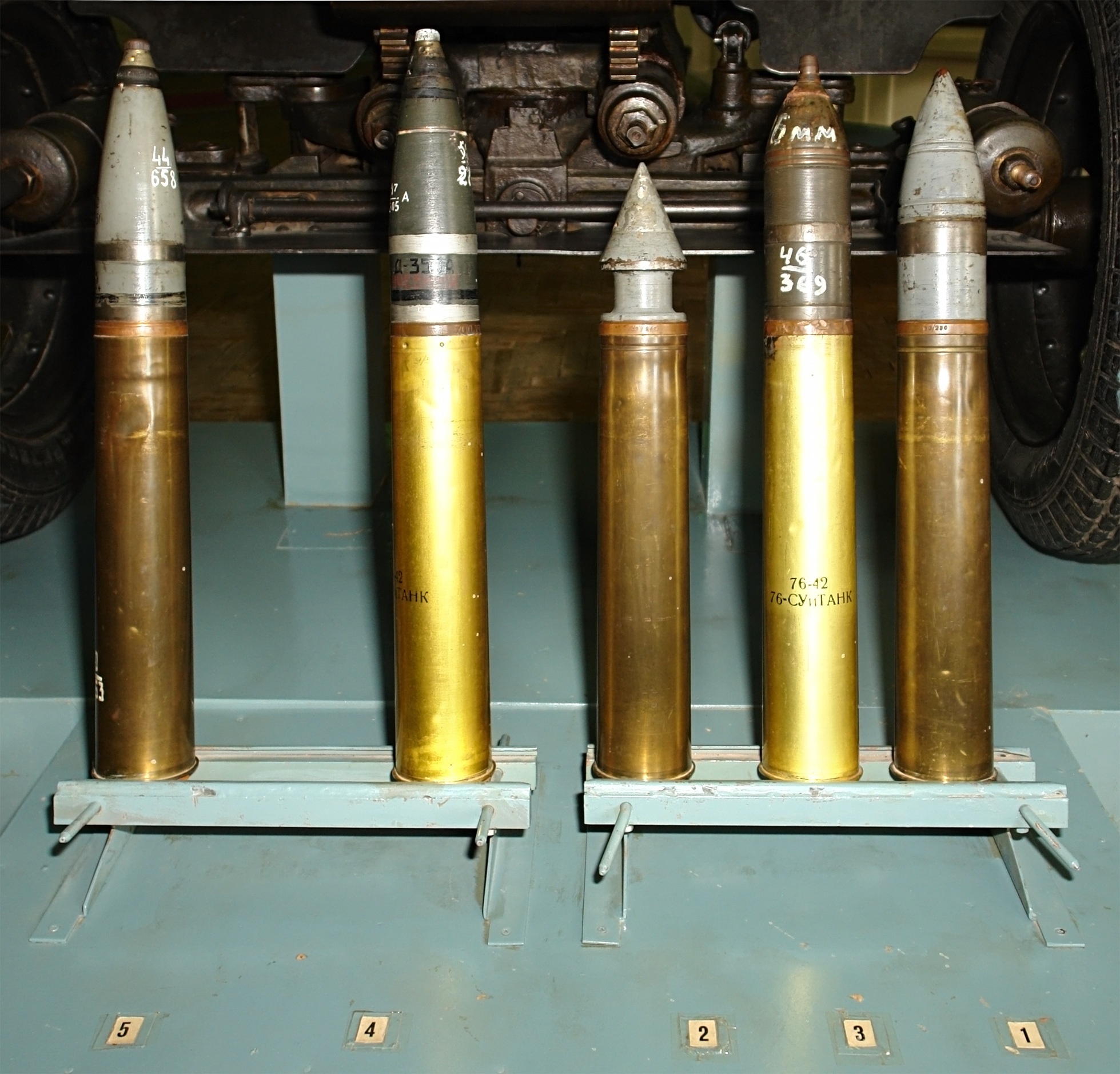
Různé druhy munice pro ZiS-3.

Zbraň byla vyvíjena na základě dvou předešlých konstrukcí: 76mm divizního kanónu vzor 1941 (F-22USB) a 57mm protitankového kanónu vzor 1941 (ZiS-2) od května 1941. Zatímco 76mm kanón vzor 1941 (F-22USB) byl dostatečně účinný, byl příliš těžký na to aby ho bylo možné prakticky využít při protitankových boji. Jeho chybou byl například i fakt, že ovládání náměru a odměru se nacházely na opačných stranách děla, což vyžadovalo obsluhu zároveň dvěma muži. O 57mm kanonu se naopak předpokládalo, že nebude dostatečně účinný proti budoucím německým těžkým tankům, které byly očekávané v průběhu roku 1942. ZiS-3 v podstatě představoval velmi jednoduchou konstrukci, která skloubila lehkou a obratnou lafetu 57mm kanónu ZiS-2 a s těžkým kanónem ráže 76 mm s jednoduchým štítovým krunýřem. Na rozdíl od předchůdce však byla na kanonu použita silnější úsťová brzda. Zbraň byla projektována tak říkajíc v tajnosti "do šuplíku" na odpovědnost hlavního konstruktéra V. G. Grabina a po úspěšných zkouškách byla ponechána pouze jako prototyp.
Začátek německo-sovětské války byl pro sovětské ozbrojené síly velkou katastrofou, která si vyžádala mezi jiným i velké ztráty sovětského dělostřelectva. Armádu bylo třeba rychle dozbrojovat, bylo proto nutné vyrábět mnoho nových, podle možnosti co nejjednodušších dělostřeleckých zbraní. Právě v tomto období přišel závod č. 92 v Gorkém se svým prototypem víceúčelového kanónu, který přesně vyhovoval státnímu zadání a byl okamžitě přijat do sériové výroby. Kuriozitou je, že oficiální schválení Stalinem v únoru 1942 proběhlo až několik měsíců poté, co byly zbraně používané na frontě. 12. února 1942 byl nakonec kanón oficiálně přijat do výzbroje sovětské armády pod označením 76mm divizní kanón vzor 1942.
Kanón byl vyráběn ve více verzích. ZiS-3 byl poměrně revoluční konstrukcí i z hlediska technologie jeho výroby a je považován za první kanón produkovaný na výrobní lince. Některé součástky byly pro zjednodušení výroby odlévané, lisované nebo svařované, čímž se výrazně snížilo množství potřebné práce jakož i potřeba kvalifikované pracovní síly a to vše aniž klesala jejich kvalita. Od roku 1941 do roku 1945 bylo vyrobeno 103 000 kusů těchto kanónů. Dalších přibližně 13 300 kanónů bylo instalováno do stíhače tanků SU-76. Pro srovnání, ve stejném období, průmysl nacistického Německa vyrobil asi 25 000 podobných protitankových děl Pak 40 ráže 75 mm a asi 2 600 těchto kanónů pro stíhače tanků.
Kromě továrny č. 92 v Gorkém byly tyto zbraně v menší míře produkované i závodem č. 235 ve městě Votkinsk v Povolží.

## Bojové nasazení

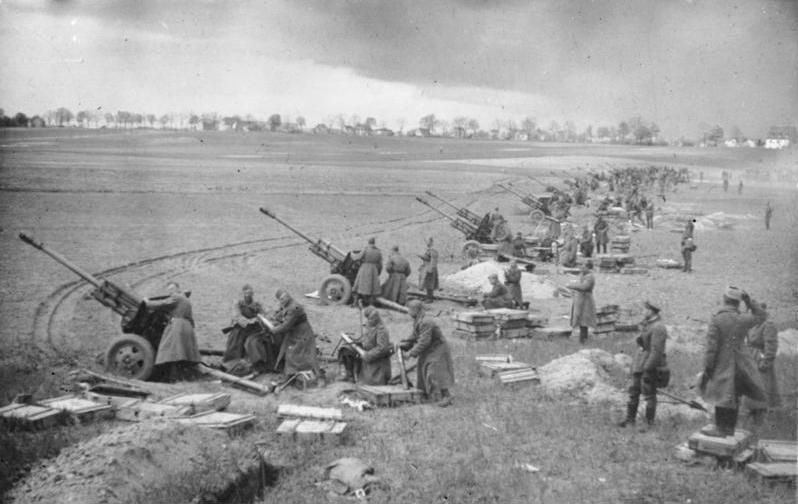
Sovětská dělostřelecká jednotka vyzbrojená kanóny ZiS-3 během úvodní fáze bitvy o Berlín.

Sovětští vojáci si kanóny ZiS-3 oblíbili pro jejich vysokou spolehlivost, odolnost a přesnost. Jednalo se o univerzální kanón, který bylo možné použít i jako lehkou houfnici s dostřelem 13 km. Zbraně byly jednoduché na obsluhu a rychle se je naučili obsluhovat i úplní nováčci. Lehká lafeta dovolovala, aby mohly být kanóny taženy za běžnými nákladními automobily nebo těžkými džípy jako byly na základě zákona o půjčce a pronájmu dovážené americké Dodge WC54. Na krátkou vzdálenost nebyl problém odtlačit kanón ani pro jeho 4člennou obsluhu.
ZiS-3 se stal známý především jako protitanková zbraň. Německými jednotkami přezdívaný „rač-bum“, pro krátký čas mezi zvukem výstřelu a pozorováním dopadu střel při přímé palbě. Kanón měl dobrou průbojnost a v počáteční fázi války mohl protipancéřovou municí vyřadit jakýkoliv německý lehký či střední tank. Kolmý 80mm pancíř střely prorážely na vzdálenost 500–700 m. 80mm pancíř skloněný pod úhlem 45° prorážely už pouze z krátké vzdálenosti menší než 300 m. Koncem roku 1942 se objevily německé těžké tanky Tiger a v roce 1943 střední tanky Panther, což dominanci sovětských protitankových zbraní ukončilo. Čelní pancéřování těchto tanků už bylo pro 76,2mm kanón s výjimkou některých slabých míst při palbě na standardní vzdálenost neproniknutelné. Tanky však bylo stále možné vyřadit palbou na méně pancéřované boky. V roce 1943 tot částečně vyřešilo zavedení podkaliberní munice a v roce 1944 kumulativních střel, které prorážely i čelní 80mm pancéřování na vzdálenost 500 m. 100mm čelní pancíř tanků Tiger však nadále nebylo možné prorazit. To však nic nemění na faktu, že zbraň byla životně nebezpečná pro všechny ostatní typy německých středních tanků a samohybných děl, které představovaly většinu německé nasazené obrněné techniky.
Baterie kanónů ZiS-3 se skládala ze 4 zbraní. 3 baterie vytvářely prapor. Samostatné protitankové pluky se skládaly ze 6 baterií. Jednotky mívaly samostatnou štábní baterii, která měla i četu řízení palby.
V roce 1943 se kanón dostal do výzbroje 1. čs. armádního sboru v SSSR a po válce přešel do výzbroje československé armády. V Československu se i licenčně vyráběl. Mnoho těchto zbraní SSSR postupně prodal svým spojencům do zemí Afriky a Asie, kde často slouží dodnes. V Sovětské armádě byly v poválečném období postupně zbraně vyřazovány, část byla konzervovaná, většina však byla sešrotována.
Ukořistěné zbraně během druhé světové války úspěšně používaly i německé síly. Zbraně se v jejich rukou vyznamenaly např. během bojů v Severní Africe.

## Technické údaje
- Obsluha: 6
- Ráže kanónu: 76,2 mm
- Délka hlavně: 3 240 mm
- Bojová hmotnost: 1 150 kg
- Přepravní hmotnost: 1 840 kg
- Max. dostřel: 13 290 m
- Náměr: -5° až + 37°
- Odměr: 54°
- Kadence až 25 ran/min

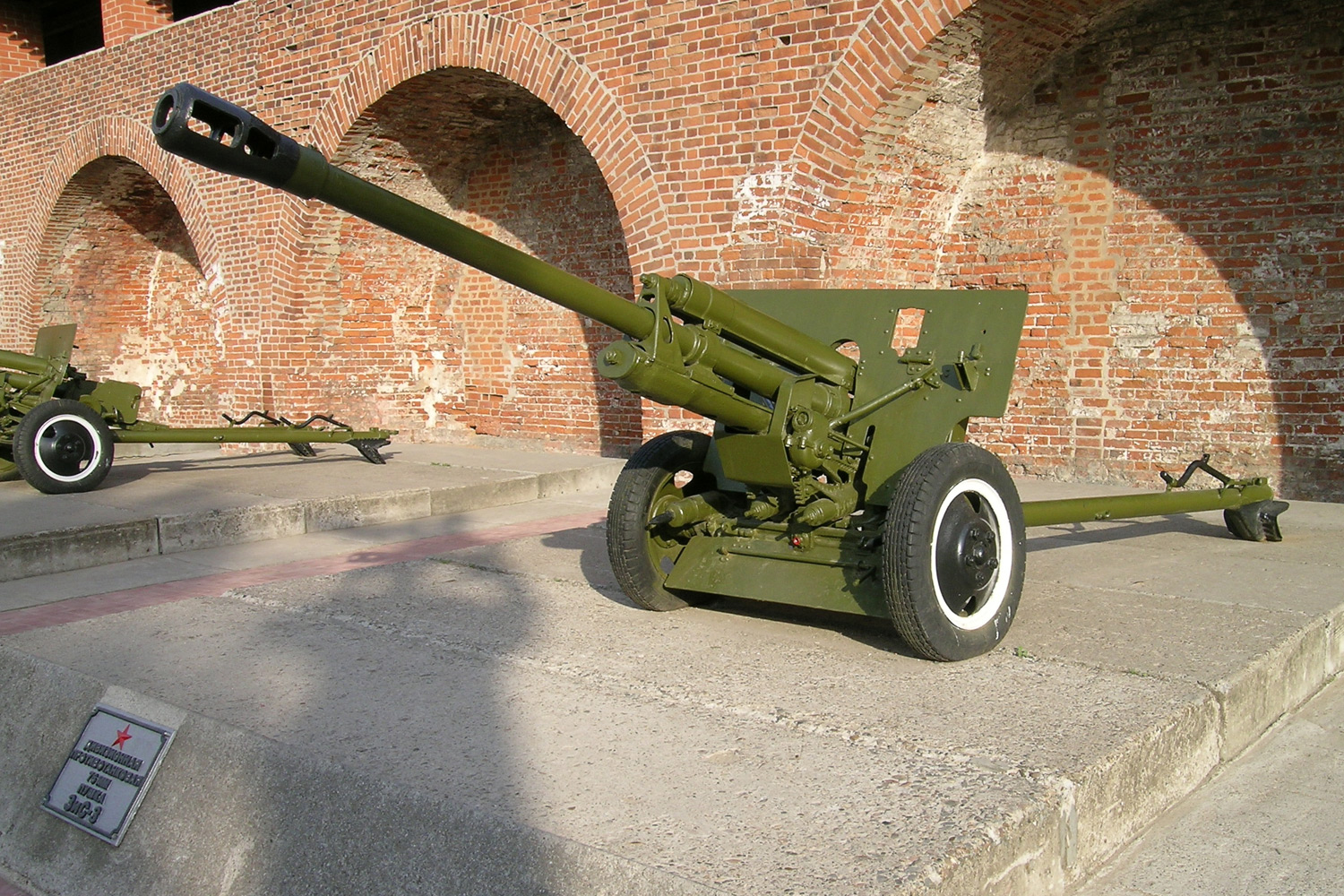
Kanón ZiS-3

- Hmotnost explozivní střely: 6,2 kg
- Úsťová rychlost explozivní střely: 680 m/s
- Hmotnost kumulativní střely: 6,5 kg
- Úsťová rychlost kumulativní střely: 655 m/s
- Hmotnost podkaliberní střely: 3,02 kg
- Úsťová rychlost podkaliberní střely: 950 m/s